# Jacques Leitienne
Jacques Leitienne, né le 25 janvier 1922 à Levallois-Perret et mort le 17 octobre 1997 à Paris, est un producteur et un distributeur de cinéma français.

## Carrière
Par le biais de sa société Les Films Jacques Leitienne, active entre la fin des années 1950 et le 20 septembre 1989, il a distribué et produit plusieurs centaines de films de genre français et européens, notamment italiens comme des westerns spaghettis, des films fantastiques, des comédies érotiques comme celles de Max Pécas, des films d'exploitation et autres « nanars ».
Certaines de ses productions ont fait date dans l'histoire du cinéma comme Mon nom est personne de Tonino Valerii ou L'Innocent de Luchino Visconti.

## Liste des films produits et/ou distribués

### Années 1950
- 1958 : Quand gronde la colère
- 1958 : Mission diabolique
- 1958 : Les Poupées du vice
- 1958 : Tonnerre sous l'Atlantique
- 1959 : Tant que mon cœur battra
- 1959 : Madame, le Comte, la Bonne et moi
- 1959 : Les Souris grises
- 1959 : L'Enfant de la rue
- 1959 : Chaleurs d'été
- 1959 : L'Amour parmi les monstres
- 1959 : Le Monstre sans visage
- 1959 : L'Espion du Caire ZbV
- 1959 : Commando dans la mer du Japon
- 1959 : Un seul survivra

### Années 1960
- 1960 : Ce sacré clochard
- 1960 : Les Étrangleurs de Bombay
- 1960 : Les Prisonniers du mal
- 1960 : Le Mystère des deux océans
- 1960 : Les Diables verts de Monte Cassino
- 1960 : Le Cavalier à l'armure d'or
- 1960 : Le Septième Jour de Saint-Malo
- 1960 : Les Conquérants de l'Orient
- 1960 : Marche ou crève !
- 1961 : Les chacals meurent à l'aube
- 1961 : Le Dernier Train de Shanghai
- 1961 : Arrêtez les tambours
- 1961 : Heures chaudes
- 1962 : L'Invisible Docteur Mabuse
- 1962 : Les Insatisfaits (L'empreinte du caïd)
- 1962 : Le Quatrième Sexe
- 1962 : Le Scorpion
- 1962 : La Grenouille attaque Scotland Yard
- 1962 : Nous irons à Deauville
- 1962 : La Vie d'Adolf Hitler
- 1962 : Aux mains des SS
- 1962 : En plein cirage
- 1962 : Le Monstre au masque
- 1962 : Samson contre Hercule
- 1962 : Les Bagarreurs du Pacifique
- 1962 : Les Desperados de la sierra
- 1963 : La Furie des SS
- 1963 : La Porte aux sept serrures
- 1963 : Le Livre de San Michele (L'odyssée du Docteur Munthe)
- 1963 : L'espionne sera à Nouméa
- 1963 : Le Monstre aux filles
- 1963 : Le Souteneur
- 1963 : Les hyènes chassent la nuit
- 1963 : La Guerre des mômes
- 1963 : Echec au cyanure
- 1963 : Médecin pour femmes
- 1963 : Samson l'Invincible
- 1963 : L'Araignée blanche défie Scotland Yard
- 1963 : Les Diables rouges face aux SS
- 1963 : La Mystérieuse Madame Cheney
- 1964 : La Baie du désir
- 1964 : Hercule contre les mercenaires
- 1964 : Interpol contre les stupéfiants
- 1965 : Commando aux Philippines
- 1964 : Cinq Filles en furie
- 1964 : Goliath et l'Hercule noir
- 1964 : L'assassin viendra ce soir
- 1964 : Le Voleur de Damas
- 1964 : Le Crapaud masqué
- 1964 : Hercule contre les mercenaires
- 1964 : Hold-up en 120 secondes
- 1964 : Une famille explosive
- 1964 : Nus au soleil
- 1964 : Dans les griffes de l'homme invisible (de)
- 1965 : Deuxième Bureau : le Secret du chiffre
- 1965 : Maciste et les Cent Gladiateurs
- 1965 : Du grisbi pour Hong Kong
- 1965 : Sexy de nuit
- 1965 : Le Triomphe d'Hercule
- 1965 : F.B.I. contre l'œillet chinois
- 1965 : F.B.I. enquête à Los Angeles
- 1965 : Le Triomphe des dix mercenaires
- 1965 : Espionnage à Bangkok pour U-92
- 1965 : Hercule contre les Fils du soleil
- 1965 : Le Petit Gondolier
- 1965 : Le Bourreau de Londres
- 1965 : Suspense au Caire pour A-008
- 1965 : L'Aigle de Florence
- 1965 : Groupe de choc
- 1965 : Les Trésors des SS
- 1965 : Le Colosse de Rome
- 1965 : Deux des commandos
- 1966 : Karaté à Tanger pour agent Z7
- 1966 : Le Petit Andalou
- 1966 : Des fleurs pour un espion
- 1966 : Opération Tokio (reprise de Maison de bambou)
- 1966 : Super 7 appelle le sphinx
- 1966 : Spartacus et les dix gladiateurs
- 1966 : Espionnage à Capetown
- 1966 : Razzia au F.B.I.
- 1966 : Jerry Cotton contre les gangs de Manhattan
- 1966 : Jerry Cotton G-Man agent F.B.I
- 1966 : Baroud à Beyrouth pour F.B.I. 505
- 1966 : Le Rossignol de Castille
- 1967 : Coup de gong à Hong Kong
- 1967 : Sous la loi de Django
- 1967 : Un dollar entre les dents
- 1967 : Du suif dans l'Orient-Express
- 1967 : Le requin est au parfum
- 1967 : Jerk à Istanbul
- 1967 : Monsieur Dynamite
- 1967 : Bazooka pour un espion
- 1967 : Du grisbi au Caire
- 1967 : Le Gamin de Porto Rico
- 1967 : Sept contre la mort
- 1968 : Quinze Potences pour un salopard
- 1968 : Pour un dollar de gloire
- 1968 : L'Or du shérif
- 1968 : Voluptés diaboliques
- 1968 : El Cisco
- 1968 : Poker d'as pour Django
- 1968 : Un fusil pour deux colts
- 1968 : Tête de pont pour huit implacables
- 1968 : Dieu est avec toi, Gringo
- 1968 : Les Cinq de la vendetta
- 1968 : Steve, à toi de crever
- 1968 : LSD (Prisonniers du plaisir)
- 1968 : L'Homme qui venait pour tuer
- 1968 : Professionnels pour un massacre
- 1968 : Tom Dollar
- 1968 : La Chair et le Fouet (L'auberge des poupées cruelles)
- 1968 : Mieux vaut faire l'amour
- 1968 : Ce salaud d'inspecteur Sturlingh (Ce salaud d'inspecteur Sterling)
- 1969 : Dans les mains du pistolero
- 1969 : Django le Taciturne
- 1969 : Sept hommes pour Tobrouk
- 1969 : El Rojo
- 1969 : El Sartana, l'ombre de ta mort
- 1969 : Etranger, signe-toi
- 1969 : Le Gigolo du Pirée
- 1969 : Michi No Sex
- 1969 : Baroud à la Jamaïque
- 1969 : Et maintenant, recommande ton âme à Dieu
- 1969 : Les Contes de Grimm pour grandes personnes
- 1969 : La Religieuse de Monza
- 1969 : La Grosse Pagaille
- 1969 : Cent mille dollars pour Lassiter
- 1969  : Itoka le monstre des galaxies
- 1969 : Les Six Épouses de Ch'Ing
- 1969 : Carmilla, la Vierge folle
- 1969 : Journal intime d'une demi-vierge
- 1969 : Le Grand Cérémonial
- 1969 : Liens d'amour et de sang

### Années 1980
- 1980 : Le Bateau de la mort
- 1980 : Chaleurs exotiques
- 1980 : Fort Bronx
- 1980 : Fièvre de femme
- 1980 : L'Infirmière de l'hosto du régiment
- 1980 : La lycéenne est dans les vaps
- 1980 : Le Dernier des condors
- 1980 : La Flic à la police des mœurs
- 1980 : Quinto à ne pas tuer
- 1980 : Pardon, vous êtes normal ?
- 1980 : Le Trou aux folles
- 1980 : Que fais-tu grande folle ?
- 1980 : Mieux vaut être riche et bien portant que fauché et mal foutu
- 1980 : Cherchez l'erreur
- 1980 : On en a rien à secouer
- 1980 : Les temps sont durs pour Dracula
- 1980 : L'Été de la peur
- 1980 : Jeune fille au pair
- 1980 : Le Harem de Néron
- 1981 : Effroi
- 1981 : Brigade anti-viol
- 1981 : La Tour Eiffel en otage
- 1981 : La novice se dévoile
- 1981 : La baigneuse fait des vagues
- 1981 : Les Zizis baladeurs
- 1981 : Rivages sanglants
- 1981 : L'infirmière a le bistouri facile
- 1981 : La lycéenne fait de l'œil au proviseur
- 1981 : Baiser macabre
- 1981 : Les Bidasses aux grandes manœuvres
- 1981 : Belles, blondes et bronzées
- 1981 : Comment draguer toutes les filles
- 1981 : Reste avec nous, on s'tire
- 1981 : La Terreur des zombies
- 1981 : Confessions d'un moniteur d'auto-école
- 1981 : Confessions d'un moniteur de club de vacances
- 1981 : Messe noire
- 1982 : Mon curé chez les nudistes
- 1982 : Les Péquenots
- 1982 : La Zézette plaît aux marins
- 1982 : Qu'est-ce qui fait craquer les filles
- 1982 : N'oublie pas ton père au vestiaire
- 1982 : Les Secrets de l'invisible
- 1982 : Camp disciplinaire (The Line)
- 1982 : Croissants à la crème
- 1982 : Le Cancre du bahut
- 1982 : La Prof d'éducation sexuelle
- 1982 : Plus il est con, plus il s'en donne l'air
- 1982 : Blue Holocaust
- 1982 : Le Coq du village
- 1983 : Mon curé chez les Thaïlandaises
- 1983 : On l'appelle catastrophe
- 1983 : On n'est pas sorti de l'auberge
- 1983 : La Guerre du fer
- 1983 : Pénitencier de femmes
- 1983 : La Fille de Trieste
- 1983 : Les Planqués du régiment
- 1983 : Révolte au pénitencier de filles
- 1983 : En cas de guerre mondiale, je file à l'étranger
- 1983 : Confessions amoureuses d'un batteur de charme
- 1983 : Confessions d'un laveur de carreaux
- 1983 : Crime au cimetière étrusque
- 1983 : Le Colonel en folie
- 1983 : Mon curé va en boîte
- 1984 : 2019 après la chute de New York
- 1984 : Les Branchés de Saint-Tropez
- 1984 : Mon nom est personne (reprise)
- 1984 : Du rouge pour un truand
- 1984 : Le Gladiateur du futur
- 1984 : Les Brésiliennes du bois de Boulogne
- 1984 : Le Challenger
- 1984 : Break dance and Smurf
- 1984 : Blastfighter, l'exécuteur
- 1984 : Le Fou du roi
- 1984 : À 16 ans dans l'enfer d'Amsterdam
- 1984 : Comment draguer tous les mecs
- 1984 : Les Rats de Manhattan
- 1984 : L'Été ardent
- 1985 : Le Pactole
- 1985 : C.H.U.D.
- 1985 : Le Gaffeur
- 1985 : Les Nuits chaudes de Cléopâtre
- 1985 : Double Zéro de conduite
- 1985 : La Femme pervertie
- 1985 : Prison de femmes en furie
- 1985 : Y a pas le feu
- 1985 : Apocalypse dans l'océan rouge
- 1986 : Critters
- 1986 : L'Exécutrice
- 1986 : L'Enchaîné
- 1986 : L'Esclave blonde
- 1986 : La Loi des seigneurs
- 1986 : The Vindicator Frankenstein 2000
- 1986 : Schizophrenia, le Tueur de l'ombre
- 1986 : Scandaleuse Gilda
- 1986 : La Machine à découdre
- 1986 : Les Fantasmes de Miss Jones
- 1986 : Deux Enfoirés à Saint-Tropez
- 1986 : Tex et le Seigneur des abysses
- 1986 : Prisonnières de la vallée des dinosaures
- 1986 : La retape
- 1986 : Atomic Cyborg
- 1987 : Air Force Academy
- 1987 : La Maison de la terreur
- 1987 : Bianco Apache
- 1987 : Scalps
- 1987 : On l'appelle sœur Désir
- 1987 : Police des mœurs
- 1987 : On se calme et on boit frais à Saint-Tropez
- 1987 : Central Park Driver
- 1987 : Renegade
- 1987 : Le Temple du dieu Soleil
- 1987 : Rita, Sue et Bob aussi
- 1987 : La Prison des sévices
- 1988 : Mont Dragon (reprise)
- 1988 : Miss Arizona
- 1988 : Deux Flics pourris
- 1988 : L'Enfer vert
- 1988 : Adieu je t'aime
- 1988 : La Vénitienne
- 1988 : Class 89
- 1988 : L'Attaque des morts-vivants
- 1988 : Une bringue d'enfer
- 1988 : Uppercut
- 1988 : L'Empire des ninjas
- 1988 : La Queue de la comète
- 1989 : Le Scorpion rouge
- 1989 : Fantômes à louer – la maison des spectres
- 1989 : Love Dream
- 1989 : Manolo
- 1989 : La Section
- 1989 : Class 92
- 1989 : Cols de cuir
- 1989 : Le Tueur de la pleine lune
- 1989 : La Chevauchée de feu
- 1989 : Last Platoon